# Thomas Webster (peintre)
Thomas Webster, né le 10 mars 1800 à Pimlico (Londres) et mort le 23 septembre 1886 à Cranbrook, est un peintre britannique de scènes de genre de la vie scolaire et villageoise, dont beaucoup sont devenues populaires grâce aux estampes. Il vit de nombreuses années dans la colonie d'artistes de Cranbrook dans le Kent.

## Biographie

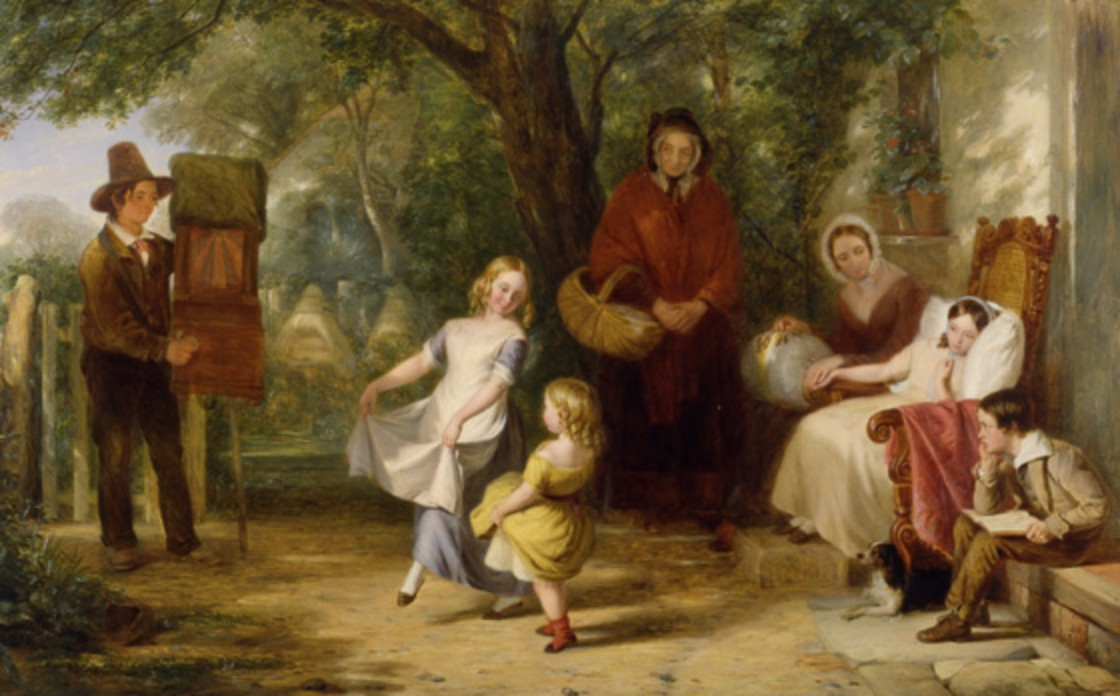
In Sickness and Health (1843; Victoria and Albert Museum, London)

Webster est né à Ranelagh Street, Pimlico, Londres. Son père est membre de la maison de George III et le fils, ayant montré des aptitudes pour la musique, devient choriste, d'abord à la chapelle Saint-Georges du château de Windsor, puis à la chapelle royale du Palais Saint James à Londres. Il abandonne cependant la musique pour la peinture et, en 1821, est admis comme étudiant à la Royal Academy, exposant, en 1824, un portrait de « M. Robinson et sa famille ». L'année suivante, il remporte le premier prix de l'école de peinture.

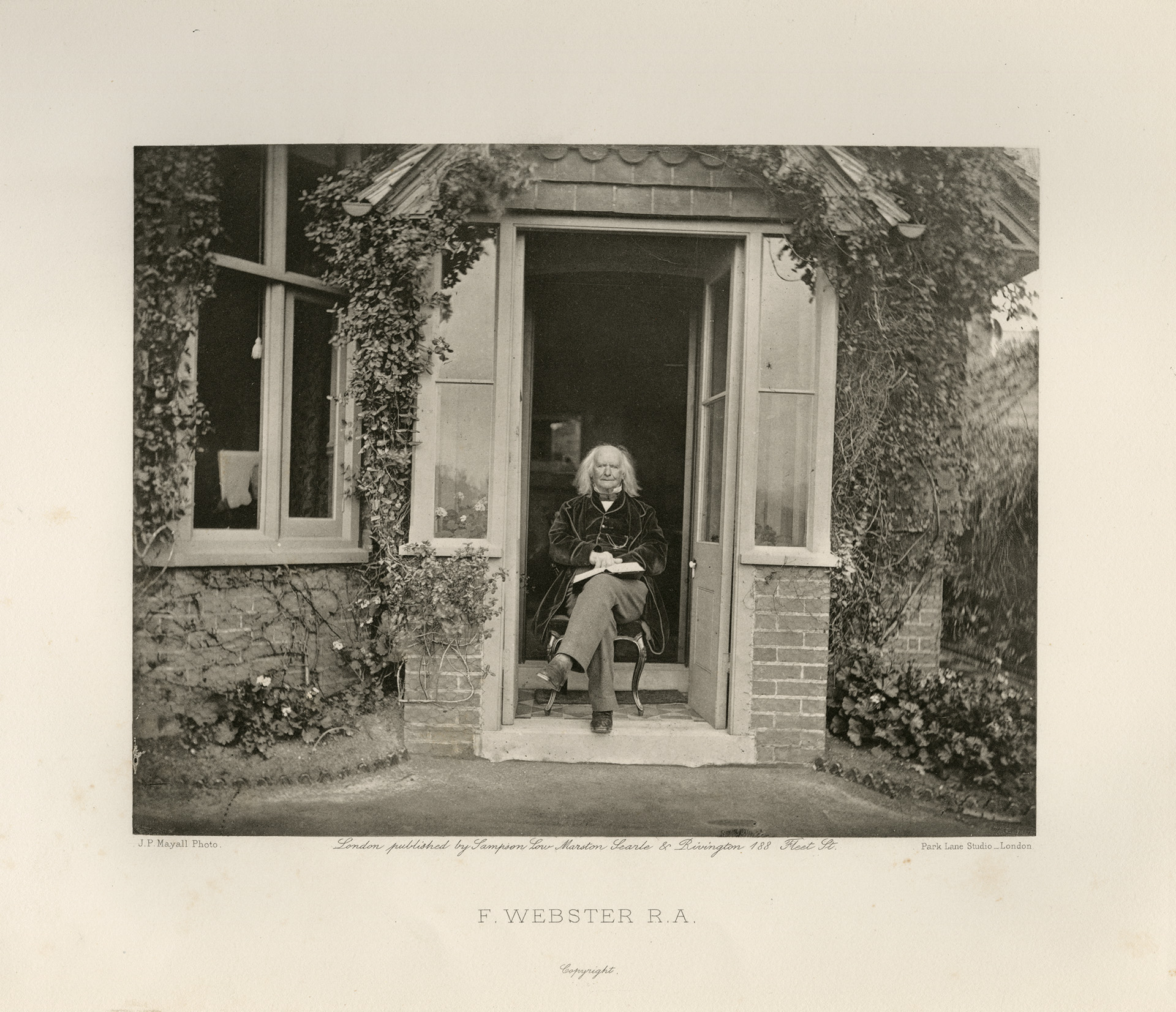
Thomas Webster par JP Mayall de Artists at Home, photogravure, publiée en 1884, Department of Image Collections, National Gallery of Art Library, Washington, DC

En 1825 également, Webster expose Rebels shooting a Prisoner à la Suffolk Street Gallery - la première d'une série d'images de la vie d'écolier pour laquelle il se fait connaître par la suite. En 1828, il expose The Gunpowder Plot à la Royal Academy, et en 1829 The Prisoner and A Foraging Party Aroused à la British Institution. Viennent ensuite de nombreux autres tableaux de la vie scolaire et villageoise dans les deux galeries. En 1840, Webster est élu associé de la Royal Academy (ARA) et en 1846, Royal Academician (RA). Il y continue à exposer fréquemment jusqu'en 1876, date à laquelle il se retire de l'académie. Il expose un autoportrait en 1878 et Released from School, son dernier tableau, en 1879.
En 1856, Webster est photographié au Photographic Institute de Londres par Robert Howlett, dans le cadre d'une série de portraits d'artistes. La photo fait partie d'un groupe exposé à l'exposition des trésors d'art à Manchester en 1857.
De 1835 à 1856, Webster vit au Mall, Kensington, mais les trente dernières années de sa vie sont passées dans la colonie d'artistes de Cranbrook, Kent, où il meurt le 23 septembre 1886.

## Travail

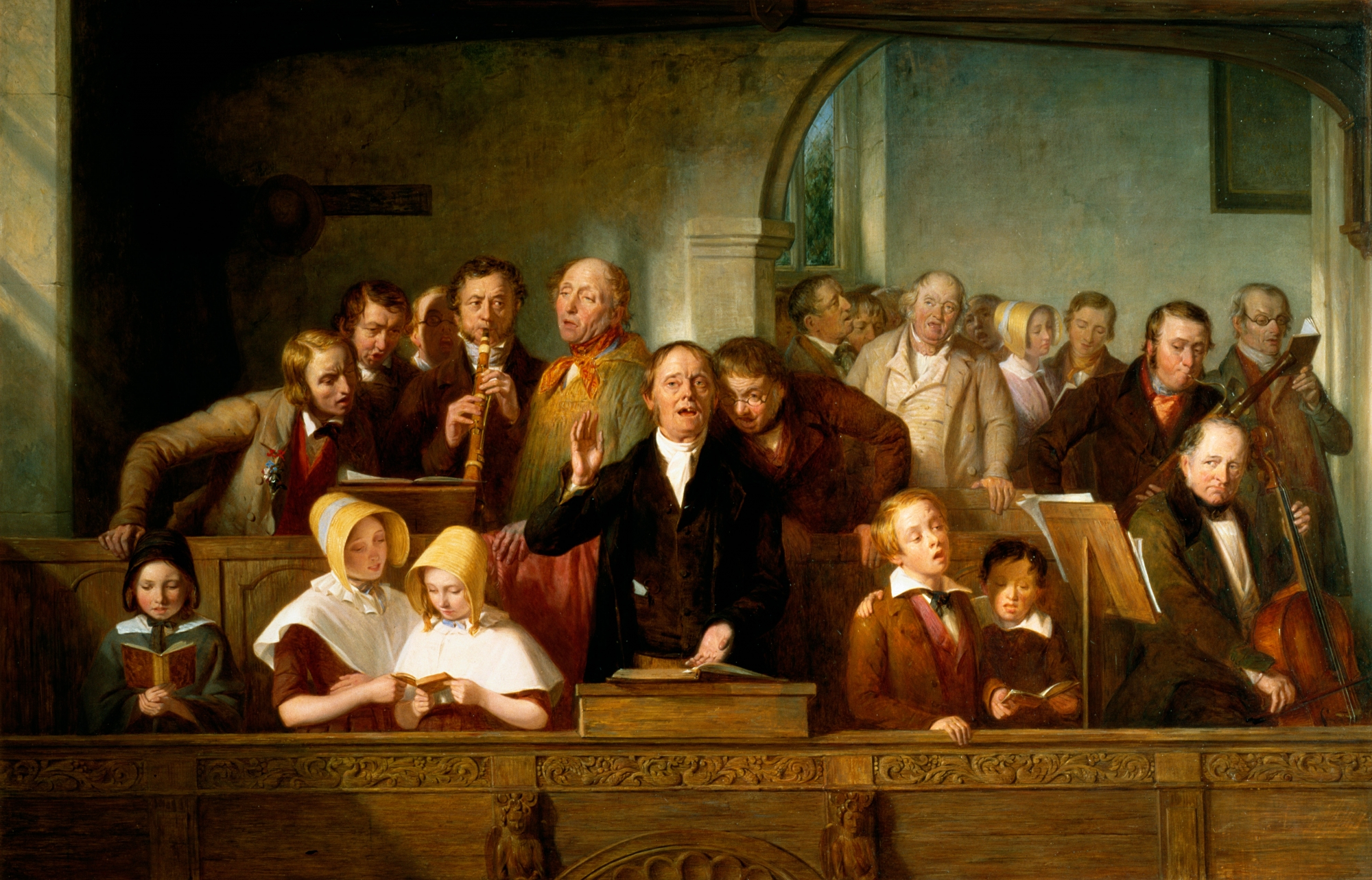
The Village Choir (c. 1847; Victoria and Albert Museum, London)

Webster est connu pour ses peintures de genre, souvent avec des enfants comme sujets, illustrant des incidents de la vie quotidienne d'une manière humoristique. Beaucoup d'entre eux sont extrêmement populaires, en particulier son Punch (1840) avec lequel il devient membre associé de la Royal Academy.
Dans l'éventail limité de sujets qu'il s'approprie, Webster est sans égal. Certains de ses tableaux - comme Please Remember the Grotto, Snowballing et peut-être The Swing - sont publiées sous forme de tirages par Abraham Le Blond. The Smile (1841), The Frown et The Boy with Many Friends font partie des nombreuses images devenues bien connues grâce aux gravures. Il contribue également aux volumes publiés par le Etching Club basé à Londres : The Deserted Village (1841), Songs of Shakespeare (1843) et Etch'd Thoughts (1844).